# Moroleón
Moroleón är en stad i centrala Mexiko och är belägen i delstaten Guanajuato. Folkmängden uppgår till cirka 44 000 invånare i centralorten. Moroleón bildar tillsammans med grannkommunen Uriangato ett storstadsområde, Zona Metropolitana de Moroleón-Uriangato, med cirka 114 000 invånare.